# Tropical Rainfall Measuring Mission
TRMM (ang. Tropical Rainfall Measuring Mission, tj. misja pomiaru deszczów tropikalnych) – amerykańsko-japoński satelita naukowy; pierwszy w historii satelita poświęcony wyłącznie badaniom opadów deszczów i bilansu energetycznego Ziemi. Strona amerykańska zapewniła statek i jego cztery instrumenty, japońska – wystrzelenie satelity i pozostały sprzęt naukowy. Koszt misji wyniósł około 650 mln USD.
Misja pierwotnie planowana na trzy lata, wobec wielu sukcesów naukowych i swojej unikalności, została przedłużona. Instrumenty satelity wyłączono dopiero 8 kwietnia 2015, zaś 15 czerwca tego samego roku satelita wszedł w atmosferę nad południowym Oceanem Indyjskim i spłonął.

## Budowa
Statek został zbudowany przez Centrum Lotów Kosmicznych imienia Roberta H. Goddarda. Dwa panele ogniw słonecznych zapewniały 1100 W energii elektrycznej.
Dane przekazywane były na Ziemię w paśmie S poprzez sieć TDRSS.
Stabilizowany trójosiowo za pomocą 12 silniczków na hydrazynę.

## Instrumenty naukowe
- TRMM Microwave Imager, TMI – zobrazowanie w mikrofalach

TMI to 9 kanałowy pasywny radiometr pracujący w mikrofalach, podobny do przyrządu SSM/I na satelitach pogodowych DMSP. W porównaniu do poprzednich instrumentów tego typu, posiadał kanał pracujący na częstotliwości 10 GHz, na którym siła sygnału była liniowo skorelowana z tempem opadów. Kanały pracy TMI:
- - dwa kanały 10,65 GHz o szerokości 100 MHz, z polaryzacją pionową i poziomą, do pomiaru silnych opadów nad oceanami
  - dwa kanały 19,35 GHz o szerokości 500 MHz, z polaryzacją poziomą, do pomiaru silnych opadów nad oceanami
  - pojedynczy kanał 21,30 GHz o szerokości 500 MHz, z polaryzacja poziomą, do pomiaru całkowitej ilości pary wodnej nad lądami i morzami
  - dwa kanały 37,0 GHz o szerokości 2 GHz, z polaryzacją pionową i poziomą, do pomiarów słabych deszczów nad lądami i morzami
  - dwa kanały 85,5 GHz o szerokości 3 GHz, z polaryzacją pionową i poziomą, do pomiarów bardzo słabych deszczów nad lądami i morzami
- Visible and Infrared Scanner, VIRS – skaner podczerwieni i światła widzialnego

Pięciokanałowy skanujący radiometr podobny do przyrządu AVHRR na satelitach NOAA. Posiadał dwa kanały podczerwone do pomiaru temperatury lądów i mórz, oraz wilgotności powietrza. Kanały robocze VIRS:
- - 0,63 μm o szerokości 0,10 μm do dziennej obserwacji pokrywy chmur
  - 1,61 μm o szer. 0,06 μm do dziennej dyskryminacji woda/lód
  - 3,75 μm o szer. 0,38 μm do całodobowego pomiaru pary wodnej
  - 10,80 μm o szer. 1 μm do całodobowego pomiaru temperatur chmur
  - 12,0 μm o szer. 1 μm do całodobowego pomiaru pary wodnej

Kanały 4 i 5 służyły również do obliczania temperatury powierzchni. Przyrząd miał rozdzielczość 2 km w nadirze; szerokość pasma obserwacji 720 km; pole widzenia 5,72 mradianów
- Lightning Imaging Sensor, LIS – czujnik obrazowania piorunów

Przyrząd optyczny służący do globalnego pomiaru ilości piorunów i jej korelacji z opadami deszczów. LIS wykrywał zarówno błyskawice wewnątrz chmur, jak i między chmurami a powierzchnią Ziemi. Układ optyczny składał się z szerokokątnego obiektywu i wąskozakresowych filtrów skupiających obraz na małym elemencie CCD. Do pomiaru błyskawic używał czterech metod. Przyrząd miał rozdzielczość ok. 3,8×3,8 km w nadirze
- Precipitation Radar, PR – radar opadów atmosferycznych

Instrument służył do wykonywania trójwymiarowych i wysokościowych profili opadów atmosferycznych i uzyskiwania z nich informacji o cieple utajonym. Radar pracował na częstotliwości 14 GHz; miał rozdzielczość 250 m i pole widzenia 5 km w nadirze. PR mógł wykryć opad deszczu o intensywności od 0,5 mm/h
- Clouds and the Earth’s Radiant Energy System, CERES – układ chmur i energii promienistej Ziemi

CERES służył do pomiaru strumienia energii promienistej w górnych warstwach atmosfery. Służył do określania własności chmur, ich wysokości, grubości i wielkości cząstek składowych. Pracował w zakresach:
- - 0,3 – 50 μm, z dokładnością 0,5%
  - 0,3 – 5 μm, z dokładnością 1,0%
  - 8 – 12 μm, z dokładnością 0,3%

CERES zapewniał rozdzielczość 10 km w nadirze. Instrument podobny do ERBE na satelitach ERBS i NOAA